# 北海道のザンギ
ザンギは、唐揚げの一種。調理法その他の諸説についてはから揚げ#ザンギも参照されたいが、本項では北海道の郷土料理として根付いているザンギについて解説する。

## 概要
鶏肉に下味をつけ、小麦粉などをまぶして揚げた料理で、本州の鶏のから揚げよりも味が濃いのが特徴とされる。
ザンギは、北海道の家庭料理としてもよく作られる。また、外食産業などでも人気の品である。
北海道独自のザンギ発祥の地は釧路市と考えられている。

### 名称についての諸説
「ザンギ」という名称の由来には諸説ある。
中国語由来説
昭和30年代、釧路市にあった料理店が鶏一羽をぶつ切りにして唐揚げにしたのが始まりとされている。中国語で揚げ鶏を意味する「炸鶏（ジャージー、またはザーギ）」が転訛したという説が有力である、。
「散切り」説
鶏肉を骨ごと「散切り（ざんぎり）」にしたことに由来するという説も存在する。
「運を『ん』が呼ぶ」説
縁起を担ぎ、「運」に「揚げる」の「げ」を付け、「ん」を加えて「ざんぎ」としたという説もある。

## レシピ
以下に農林水産省のホームページに記載されている、料理研究家星澤幸子監修による、ザンギの基本的なレシピを示す。
材料（4人分）
鶏もも肉、1枚
酒、大さじ2
醤油、大さじ2
こしょう、少々
生姜、1かけ
にんにく、1かけ
小麦粉、適量
揚げ油、適量
鶏肉を酒、醤油、こしょう、生姜、にんにくを配合した漬けダレに漬け込み、1時間から半日置く。下味の付いた肉に衣を付けて揚げる段階以降は、本州の鶏のから揚げと大差はないとされる。
漬けダレへの漬け込み時間や、味の浸透方法は調理法によって様々であり、ザンギや唐揚げの衣には、片栗粉なども使われることがある。

## ザンギ調理を簡便にする下味の元の開発と販売
1995年に唐揚げ用の調味液である「ザンギ名人」がベル食品から発売された。
1997年には、ソラチも「ザンギ醤油味」という下味の元の販売を開始した。これらの下味を容易に付けることができる商品が普及し、さらに調理が簡便になったとされる。

## 食べ方
ザンギは、しっかりとした下味がついているため、そのまま何もつけずに食べられることが多い。専門店では独自のタレを用意して提供する場合がある。

### タレザンギ
タレザンギとは、揚げたザンギにタレをかけたもの。各店が様々な味付けのタレを工夫しており、ザンギがひたるほどタレをかける店もある。

## アレンジレシピ
ザンギには様々なアレンジ料理が存在する。簡便な漬けタレ製品などの普及以降、鶏肉以外にザンギの下味を付けて揚げる料理に食材名+ザンギの名称を付けて「◯◯ザンギ」と呼ぶレシピが紹介されることがある。
アレンジレシピの例
たこザンギ 

### 塩ザンギ
下味を付ける際に醤油を用いない調理法の鶏のから揚げを大分して「塩ザンギ」と称する場合がある。

### 石炭ザンギ
石炭ザンギは、北海道三笠市のご当地グルメ。かつて炭鉱の街として栄えた三笠市を象徴する石炭をイメージし、見た目が黒いのが特徴。主に各種イベントや道の駅などで販売されている。

## ザンギと地域振興
上記の三笠市の石炭ザンギの他にも地域おこしの一環としてザンギを用いた様々な企画が立案されており、比較的大きい催しとしては、ザンギ発祥の地とされる釧路周辺では、くしろザンギ推進協議会による「くしろザンギ王決定戦」が催され、小樽市では「小樽ザンギ甲子園」が開催されていた。
また2024年には、北海道に本拠地を置く北海道日本ハムファイターズの関連イベントとして、「ザンから祭り by 桜姫」がエスコンフィールド北海道で開催された。

## 類似の食べ物
函館市には「ザリージ」と呼ばれる類似料理がある。ザリージは、醤油ベースの下味を付けた豚肉（豚モモ肉のブロック）に衣を付けて揚げた物で、中華料理店で提供されていたメニューの一つであった。その料理の特徴を端的に説明する場合「豚肉のザンギ風天ぷら」などと称することがある。